# Anerincleistus curtisii
Anerincleistus curtisii är en tvåhjärtbladig växtart som beskrevs av Otto Stapf. Anerincleistus curtisii ingår i släktet Anerincleistus och familjen Melastomataceae. Inga underarter finns listade i Catalogue of Life.